# Hans Tambs Lyche
Hans Tambs Lyche, född 21 november 1857 i Fredrikshald, död 16 april 1898 i Kristiania, var en norsk publicist och författare.
Lyche avlade ingenjörsexamen i Kristiania och blev efter studier vid den frireligiösa prästskolan i Meadville, Pennsylvania, unitarisk präst. År 1892 återvände han till Norge, där han utvecklade rastlös verksamhet som publicist och religiös förkunnare. Han stiftade genast en unitarisk församling och uppsatte 1893–1898 14-dagstidskriften "Kringsjaa", där han försökte göra propaganda för amerikanskt andligt liv. I bokform utgav han en serie hänförda föredrag om Nyidealismen (1896). Ett urval av hans tidskriftsartiklar, Lysstreif over livsproblemer, utgavs 1903 (ny utvidgad upplaga 1906).